# The Mega-Monsters Tour
Die The Mega-Monsters Tour ist eine Co-Headlinertournee der Progressive-Metal-Bands Mastodon aus den Vereinigten Staaten und Gojira aus Frankreich.

## Entstehung
Die Tournee wurde am 17. Januar 2023 angekündigt und umfasst 35 Termine, davon 33 in den Vereinigten Staaten und zwei in Kanada. Mastodon stellten ihr aktuelles Album Hushed and Grim und Gojira ihr aktuelles Album Fortitude vor. Als Vorgruppe reist die US-amerikanische Deathcore-Band Lorna Shore mit. Die Tour besteht aus zwei Abschnitten. Der erste Abschnitt begann am 18. April 2023 in Portland und endete am 11. Mai 2023 in Reading. Weiter geht es mit dem zweiten Abschnitt, der am 9. August 2023 in Cincinnati beginnt und am 2. September 2023 in Denver enden soll.

## Konzerte
Soweit nicht anders angegeben finden die Konzerte in den Vereinigten Staaten statt.

### Erster Abschnitt
| Datum     | Stadt         | Veranstaltungsort                    |
| --------- | ------------- | ------------------------------------ |
| 18. April | Portland      | Veterans Memorial Coliseum           |
| 20. April | Concord       | Concord Pavilion                     |
| 21. April | Los Angeles   | The Forum                            |
| 22. April | Phoenix       | Arizona Federal Theatre              |
| 23. April | Las Vegas     | Virgin                               |
| 26. April | Dallas        | The Pavilion at Toyota Music Factory |
| 28. April | Houston       | 713 Music Hall                       |
| 29. April | Austin        | Moody Center                         |
| 30. April | Oklahoma City | Zoo Amphitheatre                     |
| 2. Mai    | Nashville     | Municipal Auditorium                 |
| 4. Mai    | Boca Raton    | Sunset Cove Amphitheater             |
| 5. Mai    | St. Augustine | St. Augustine Amphitheatre           |
| 6. Mai    | Atlanta       | Ameris Bank Amphitheatre             |
| 7. Mai    | Asheville     | Harrah’s Cherokee Center             |
| 9. Mai    | Richmond      | Virginia Credit Union Live           |
| 10. Mai   | Baltimore     | Pier Six Pavilion                    |
| 11. Mai   | Reading       | Santander Arena                      |

### Zweiter Abschnitt
| Datum        | Stadt          | Veranstaltungsort            |
| ------------ | -------------- | ---------------------------- |
| 9. August    | Cincinnati     | MegaCorp Pavilion            |
| 10. August   | Cleveland      | Jacob’s Pavilion             |
| 11. August   | Pittsburgh     | Stage AE Outdoors            |
| 12. August   | New York City  | Coney Island Amphitheater    |
| 13. August   | Syracuse       | OneCenter                    |
| 15. August   | Detroit        | Masonic Temple               |
| 17. August   | Toronto        | RBC Echo Beach               |
| 18. August   | Montreal       | Place Bell                   |
| 19. August   | Portland       | Cross Insurance Arena        |
| 20. August   | Boston         | MGM Music Hall               |
| 23. August   | Milwaukee      | BMO Pavilion                 |
| 25. August   | Hammond        | Horseshoe                    |
| 26. August   | Omaha          | Westfair Amphitheater        |
| 27. August   | Minneapolis    | Waite Park Amphitheater      |
| 29. August   | St. Louis      | The Factory                  |
| 30. August   | Kansas City    | Azura Amphitheater           |
| 1. September | Salt Lake City | USANA Amphitheater           |
| 2. September | Denver         | Fiddler’s Green Amphitheater |

## Setlists
| Mastodon (18. April 2023) 1. The Wolf Is Loose 2. Crystal Skull 3. Megalodon 4. Divinations 5. Andromeda 6. Sultan’s Curse 7. Fallen Torches 8. Pushing the Tides 9. More Than I Could Chew 10. Aqua Dementia 11. Steambreather 12. Iron Tusk 13. March of the Fire Ants 14. Mother Puncher 15. Blood and Thunder | Gojira (18. April 2023) 1. Born for One Thing 2. Backbone 3. Stranded 4. Flying Whales 5. The Cell 6. The Art of Dying 7. Drum Solo 8. Grind 9. Another World 10. Toxic Garbage Island 11. Our Time Is Now 12. The Chant 13. Amazonia | Lorna Shore (18. April 2023) 1. Sun Eater 2. Cursed to Die 3. Into the Earth 4. Pain Remains I: Dancing Like Flames 5. Pain Remains II: After All I’ve Done, I’ll Disappear 6. Pain Remains III: In a Sea of Fire |

## Persönlichkeiten
| Mastodon - Troy Sanders – Gesang, Bass - Brent Hinds – Gesang, Gitarre - Bill Kelliher – Gitarre - Brann Dailor – Gesang, Schlagzeug | Gojira - Joe Duplantier – Gesang, Gitarre - Christian Andreu – Gitarre - Jean Michel Labadie – Bass - Mario Duplantier – Schlagzeug | Lorna Shore - Will Ramos – Gesang - Adam de Micco – Gitarre - Andrew O’Connor – Gitarre - Michael Yager – Bass - Austin Archey – Schlagzeug |